# Felip de Portugal
Felip de Portugal (Évora 1533 - íd. 1539), infant de Portugal i príncep de Portugal (1537-1539).

## Orígens familiars
Nasqué el 25 de març de 1533 sent el sisè fill del rei Joan III de Portugal i la seva esposa Caterina d'Habsburg. Per línia paterna era net de Manuel I de Portugal i la seva esposa Maria d'Aragó, i per línia materna dels reis Felip I de Castella i Joana I de Castella.

## Príncep hereu
El 1537 fou designat príncep hereu del regne pel seu pare a la mort del seu germà gran Manuel de Portugal aquell mateix any. Però Felip tingué el mateix destí dels seus germans i morí jove el 29 d'abril de 1539. Probablement la seva mort es produí per les successives unions dinàstiques entre les cases reials de Portugal i de Castella al llarg de l'últim segle.